# Sci alpino ai XV Giochi olimpici invernali - Combinata femminile
Tra le competizioni dello sci alpino ai XV Giochi olimpici invernali di Calgary 1988 la combinata femminile si disputò sabato 20 e domenica 21 febbraio sulle piste di Nakiska; l'austriaca Anita Wachter vinse la medaglia d'oro, la svizzere Brigitte Oertli e Maria Walliser rispettivamente quella d'argento e quella di bronzo.
La combinata tornò a far parte del programma olimpico per la prima volta dopo Sankt Moritz 1948, quindi detentrice uscente del titolo era ancora l'austriaca Trude Beiser, che aveva vinto la gara dei V Giochi olimpici invernali disputata sui tracciati di Sankt Moritz precedendo la statunitense Gretchen Fraser (medaglia d'argento) e l'austriaca Erika Mahringer (medaglia di bronzo); la campionessa mondiale in carica era la svizzera Erika Hess, vincitrice a Crans-Montana 1987 davanti all'austriaca Sylvia Eder e alla statunitense Tamara McKinney.

## Risultati
| Pos. | Pett. | Atleta                | Nazione          | Tempo discesa libera | Pos. discesa libera | Tempo slalom speciale | Pos. slalom speciale | Punti  |     |
| ---- | ----- | --------------------- | ---------------- | -------------------- | ------------------- | --------------------- | -------------------- | ------ | --- |
| 1    | 14    | Anita Wachter         | Austria          | 1:17,14              | 3                   | 1:22,97               | 2                    | 29,25  |     |
| 2    | 12    | Brigitte Oertli       | Svizzera         | 1:18,37              | 11                  | 1:20,71               | 1                    | 29,48  |     |
| 3    | 15    | Maria Walliser        | Svizzera         | 1:16,98              | 2                   | 1:25,92               | 11                   | 51,28  |     |
| 4    | 11    | Karen Percy           | Canada           | 1:18,22              | 9                   | 1:24,00               | 3                    | 54,47  |     |
| 5    | 31    | Lenka Kebrlová        | Cecoslovacchia   | 1:18,43              | 13                  | 1:24,38               | 5                    | 60,87  |     |
| 6    | 19    | Lucia Medzihradská    | Cecoslovacchia   | 1:18,62              | 15                  | 1:24,35               | 4                    | 63,55  |     |
| 7    | 28    | Michelle McKendry     | Canada           | 1:17,58              | 4                   | 1:26,44               | 13                   | 64,85  |     |
| 8    | 4     | Kerrin Lee-Gartner    | Canada           | 1:18,15              | 8                   | 1:25,43               | 9                    | 65,26  |     |
| 9    | 5     | Ulrike Stanggassinger | Germania Ovest   | 1:17,92              | 5                   | 1:26,61               | 14                   | 71,51  |     |
| 10   | 22    | Michaela Marzola      | Italia           | 1:17,95              | 6                   | 1:28,22               | 16                   | 85,33  |     |
| 11   | 9     | Petra Kronberger      | Austria          | 1:18,36              | 10                  | 1:27,78               | 15                   | 88,01  |     |
| 12   | 7     | Sylvia Eder           | Austria          | 1:19,68              | 19                  | 1:25,91               | 10                   | 92,86  |     |
| 13   | 23    | Nancy Gee             | Canada           | 1:20,21              | 23                  | 1:26,25               | 12                   | 103,86 |     |
| 14   | 2     | Karin Dedler          | Germania Ovest   | 1:18,80              | 16                  | 1:29,03               | 18                   | 105,18 |     |
| 15   | 33    | Beth Madsen           | Stati Uniti      | 1:21,31              | 28                  | 1:24,78               | 7                    | 108,63 |     |
| 16   | 30    | Jolanda Kindle        | Liechtenstein    | 1:21,23              | 27                  | 1:25,42               | 8                    | 112,71 |     |
| 17   | 21    | Kristin Krone         | Stati Uniti      | 1:18,80              | 16                  | 1:30,19               | 19                   | 114,81 |     |
| 18   | 32    | Jacqueline Vogt       | Liechtenstein    | 1:20,81              | 26                  | 1:28,31               | 17                   | 130,22 |     |
| 19   | 25    | Wendy Lumby           | Regno Unito      | 1:19,86              | 22                  | 1:31,02               | 21                   | 138,06 |     |
| 20   | 27    | Sachiko Yamamoto      | Giappone         | 1:20,33              | 24                  | 1:30,26               | 20                   | 139,00 |     |
| 21   | 37    | Mihaela Fera          | Romania          | 1:19,82              | 20                  | 1:31,54               | 22                   | 141,75 |     |
| 22   | 35    | Pascaline Freiher     | Francia          | 1:24,18              | 29                  | 1:24,66               | 6                    | 151,92 |     |
| 23   | 6     | Hilary Lindh          | Stati Uniti      | 1:19,27              | 18                  | 1:35,31               | 24                   | 164,56 |     |
| 24   | 39    | Carolina Eiras        | Argentina        | 1:24,93              | 30                  | 1:34,85               | 23                   | 248,09 |     |
| 25   | 38    | Carolina Birkner      | Argentina        | 1:25,10              | 31                  | 1:35,48               | 25                   | 255,94 |     |
| 26   | 40    | Mariela Vallecillo    | Argentina        | 1:27,25              | 33                  | 1:43,14               | 26                   | 352,71 |     |
|      | 13    | Vreni Schneider       | Svizzera         | 1:18,10              | 7                   | DNF                   | DNF                  | DNF    | DNF |
|      | 8     | Edith Thys            | Stati Uniti      | 1:18,38              | 12                  | DNF                   | DNF                  | DNF    | DNF |
|      | 20    | Emi Kawabata          | Giappone         | 1:18,53              | 14                  | DNF                   | DNF                  | DNF    | DNF |
|      | 34    | Christa Kinshofer     | Germania Ovest   | 1:19,83              | 21                  | DNF                   | DNF                  | DNF    | DNF |
|      | 26    | Clare Booth           | Regno Unito      | 1:20,58              | 25                  | DNF                   | DNF                  | DNF    | DNF |
|      | 36    | Astrid Steverlynck    | Argentina        | 1:26,89              | 32                  | DNF                   | DNF                  | DNF    | DNF |
|      | 16    | Carole Merle          | Francia          | 1:16,46              | 1                   | DSQ                   | DSQ                  | DSQ    | DSQ |
|      | 1     | Béatrice Gafner       | Svizzera         | DNF                  | DNF                 | DNF                   | DNF                  | DNF    | DNF |
|      | 3     | Golnur Postnikova     | Unione Sovietica | DNF                  | DNF                 | DNF                   | DNF                  | DNF    | DNF |
|      | 17    | Claudine Emonet       | Francia          | DNF                  | DNF                 | DNF                   | DNF                  | DNF    | DNF |
|      | 18    | Ľudmila Milanová      | Cecoslovacchia   | DNF                  | DNF                 | DNF                   | DNF                  | DNF    | DNF |
|      | 24    | Ulrike Maier          | Austria          | DNF                  | DNF                 | DNF                   | DNF                  | DNF    | DNF |
|      | 10    | Michaela Gerg         | Germania Ovest   | DSQ                  | DSQ                 | DSQ                   | DSQ                  | DSQ    | DSQ |
|      | 29    | Ingrid Grant          | Regno Unito      | DNS                  | DNS                 | DNS                   | DNS                  | DNS    | DNS |

Legenda:

DNF = prova non completata

DSQ = squalificata

DNS = non partita

Pos. = posizione

Pett. = pettorale
Discesa libera

Data: 20 febbraio

Ore: 10.15 (UTC-7)

Pista: Ladies' Olympic Downhill (North Axe)

Partenza: 2 108 m s.l.m.

Arrivo: 1 532 m s.l.m.

Lunghezza: 2 054 m

Dislivello: 576 m

Porte: 33

Tracciatore: Heinz Murmann (Germania Ovest)
Slalom speciale

Data: 21 febbraio

Pista: Ladies' Olympic Slalom (Eagle Tail - Whiskey Gap)

Partenza: 2 024 m s.l.m.

Arrivo: 1 880 m s.l.m.

Dislivello: 144 m

1ª manche:

Ore: 13.00 (UTC-7)

Porte: 49

Tracciatore: Edi Reichart (Germania Ovest)

2ª manche:

Ore: 14.45 (UTC-7)

Porte: 49

Tracciatore: Bill Gunesch (Stati Uniti)